# Annemarie Stauffer
Annemarie Stauffer (* 1958) ist eine deutsche Kunsthistorikerin und Textilrestauratorin.

## Werdegang
Von 1978 bis 1988 studierte sie Kunstgeschichte, Geschichte des Mittelalters, Paläographie, Neue Deutsche Literatur und Theatergeschichte an der Universität Bern. Von 1984 bis 1988 absolvierte Stauffer eine Ausbildung zur Textilrestauratorin. 1988 und im Folgejahr wurde sie als Stipendiatin des Schweizerischen Nationalfonds gefördert, bevor sie 1991 zum Thema „Spätantike und koptische Wirkereien. Untersuchungen zur ikonographischen Tradition in spätantiken und frühmittelalterlichen Textilwerkstätten“ promoviert wurde. Nach Lehrtätigkeiten an den Universitäten Bern und Freiburg wurde sie 1994 Professorin am Institut für Konservierungswissenschaft der Fachhochschule Köln und Leiterin des Zentrums zur Erforschung antiker und mittelalterlicher Textilien.
Annemarie Stauffer forscht unter anderem intensiv zu lokalen Reliquienbeständen (z. B. in St. Servatius in Maastricht oder der Münsterkirche Roermond), zu antiken Textilien aus der römischen Provinz Syrien und Textilkunst im Umfeld mittelalterlicher Frauenkonvente.

## Schriften (Auswahl)
- Die mittelalterlichen Textilien von Sankt Servatius in Maastricht. Bern 1991.
- Spätantike und koptische Wirkereien. Untersuchungen zur ikonographischen Tradition in frühmittelalterlichen Textilwerkstätten. Bern 1992.
- mit Andreas Schmidt-Colinet: Die Textilien aus Palmyra (= Damaszener Forschungen 8). Mainz 2000.
- Neue Überlegungen zu den Gewebedarstellungen des Conrad von Soest. In: Brigitte Buberl (Hrsg.): Conrad von Soest und seine Zeit. Neue Forschungen zum Maler und die Kulturgeschichte der Zeit um 1400. Bielefeld 2004, S. 145–165.
- mit Birgit Anheier: Neue Ergebnisse und Fragestellungen bei der Untersuchung von Metallfäden. In: Zeitschrift für Kunsttechnologie und Konservierung 17 (2003), S. 378–385.
- Zur Datierung spätantiker Gold-Purpurgewebe. In: Antoine de Moor, Cäsilia Fluck (Hrsg.): Methods of dating ancient textiles of the 1st millenium AD from Egypt and neighbouring countries. Antwerpen 2007, S. 70–78.
- mit Thomas Schilp (Hrsg.): ...mit Gold und Seide reich verziert – ein mittelalterliches Reliquiar aus Dortmund-Barop. Bielefeld 2009.
- mit Uta-Christiane Bergemann (Hrsg.): Reiche Bilder – Aspekte zur Produktion und Funktion von Stickereien im Spätmittelalter. Regensburg 2010.
- Die textilen Reliquienhüllen aus dem Essener Kapitelkreuz. In: Thomas Schilp (Hrsg.): Frauen bauen Europa (= Essener Forschungen zum Frauenstift 9). Bielefeld 2011, S. 185–202.
- Italienische Seiden in Dortmund. In: Thomas Schilp, Barbara Welzel (Hrsg.): Dortmund und die Hanse. Fernhandel und Kulturtransfer. Bielefeld 2012, S. 95–114.
- Italienische Seiden am Burgundischen Hof. In: Norberto Gramaccini, Carel Schurr (Hrsg.): Kunst und Kulturtransfer zur Zeit Karls des Kühnen. Bern u. a. 2012, S. 203–224.
- mit Thomas Schilp (Hrsg.): Seide im früh- und hochmittelalterlichen Frauenstift. Besitz – Bedeutung – Umnutzung (= Essener Forschungen zum Frauenstift 11). Bielefeld 2013.
- mit Irmgard Siede (Hrsg.): Textile Kostbarkeiten staufischer Herrscher. Werkstätten – Bilder – Funktionen. Petersberg 2014.
- Die Velen und Registerknöpfe des Gerresheimer Evangeliars. In: Klaus Gereon Beuckers, Beate Johlen-Budnik (Hrsg.): Das Gerresheimer Evangeliar. Eine spätottonische Prachthandschrift als Geschichtsquelle (= Forschungen zu Kunst, Geschichte und Literatur des Mittelalters 1). Köln u. a. 2016, S. 97–102.
- Bedeutungsebenen textiler Reliquienhüllen im frühen und hohen Mittelalter. In: Klaus Gereon Beuckers, Thomas Schilp (Hrsg.): Fragen, Perspektiven und Aspekte der Erforschung mittelalterlicher Frauenstifte. Beiträge der Abschlusstagung des Essener Arbeitskreises für die Erforschung des Frauenstifts (= Essener Forschungen zum Frauenstift 15). Essen 2018, S. 145–164.
- Der textile Schmuck am Bucheinband des Lyskirchen-Evangeliars aus St. Georg. In: Klaus Gereon Beuckers, Anna Pawlik (Hrsg.): Das Jüngere Evangeliar aus St. Georg in Köln. Untersuchungen zum Lyskirchen-Evangeliar (= Forschungen zu Kunst, Geschichte und Literatur des Mittelalters 5). Köln u. a. 2019, S. 295–300.
- Textile Schenkungen und memoriales Handeln im frühen und hohen Mittelalter. In: Thomas Schilp, Caroline Horch (Hrsg.): Memoria – Erinnerungskultur – Historismus. Zum Gedenken an Otto Gerhard Oexle. Turnhout 2019, S. 93–118.